# وسط ايرشيري (دائرة انتخابية في المملكة المتحدة)
وسط ايرشيري  (بالإنجليزية: Central Ayrshire)‏ هي إحدى الدوائر الانتخابية في المملكة المتحدة الممثلة في مجلس العموم في برلمان المملكة المتحدة.
عضو البرلمان الذي يمثلها حالياً هو :Mr Brian H. Donohoe (Lab).